# Quinn (Dakota du Sud)
Pour les articles homonymes, voir Quinn.
Quinn est une municipalité américaine située dans le comté de Pennington, dans l'État du Dakota du Sud.
Fondée en 1907, la localité est nommée en l'honneur de Michael Quinn, un rancher local. Elle accueille l'observatoire des Badlands (en).

## Démographie
| 1930 | 1940 | 1950 | 1960 | 1970 | 1980 |
| ---- | ---- | ---- | ---- | ---- | ---- |
| 141  | 189  | 214  | 162  | 105  | 80   |

| 1990 | 2000 | 2010 | - | - | - |
| ---- | ---- | ---- | - | - | - |
| 72   | 44   | 54   | - | - | - |

Selon le recensement de 2010, elle compte 54 habitants. La municipalité s'étend sur 1,16 milles carrés (3 km2).